# 石孝友
石孝友，字次仲，江西南昌人，南宋词人。
宋孝宗乾道二年（1166年）登进士第。仕途不畅，后归隐，以诗词自娱。其词作多描写男女间的情爱，既有雅词亦有俗词，尤以俗词别具一格。直率自然，清奇雄秀，在抒情手法上可谓独树一帜，形成其独特的词境。明杨慎在《词品》里评价他的词作：“在宋末著名，而清奇宕丽。”清陈廷焯《云韶集评》里将他与晏几道并称，谓之：“叔原小令婉丽，次仲小令雄秀，真先后两雄也。”著有《金谷遗音》。